# Clube Atlético Mineiro de Tete
O Clube Atlético Mineiro de Tete ou simplesmente Atlético Mineiro é um clube amador moçambicano de futebol da cidade de Tete, Moçambique.

## História
Um grupo de apaixonados por futebol da cidade de Tete, em Moçambique, na África, se uniu para formar um time com os jovens da região. Ao decidir o nome da equipe, os garotos resolveram homenagear o time que passaram a acompanhar nos últimos anos. Com escudo Alvinegro e as iniciais CAMT, Moçambique passou a contar com o Clube Atlético Mineiro de Tete.
Mineiros que trabalharam no país e continuavam respirando o  Clube Atlético Mineiro 25 horas por dia converteram os novos Atleticanos, que passaram a se reunir para assistir aos jogos do time brasileiro. Além das bandeiras nas janelas das casas, sempre que vinham ao Brasil, os Atleticanos voltavam com camisas, chaveiros, entre outros presentes para os amigos de Tete.

## Presente do time Brasileiro
Time africano chamado Clube Atlético Mineiro de Tete, em homenagem ao clube mineiro, recebeu as camisas dos Embaixadores do Galo. No país localizado no sudeste da África existe uma cidade chamada  Tete. Lá, foi fundado um time de futebol em homenagem ao Galo. E todos os jogadores se dizem fanáticos pelo alvinegro.